# Photo Play

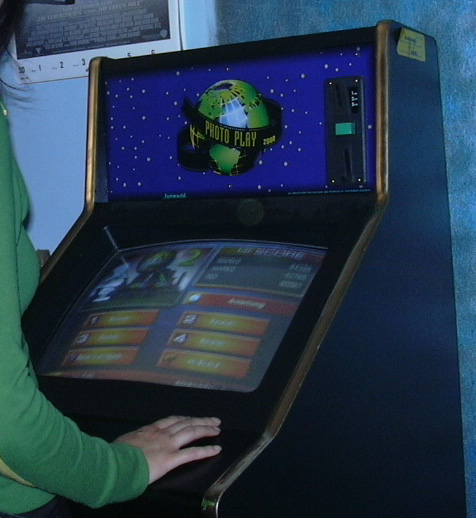
Photo-Play-Automat im Einsatz

Photo Play ist ein Arcade-Automat der österreichischen Firma Funworld, der im Gegensatz zu anderen Arcade-Automaten nicht über Joysticks und Knöpfe bedient wird, sondern über einen Touchscreen. Der erste Automat wurde 1995 aufgestellt und beinhaltete 18 Spiele, die per Münzeinwurf wählbar waren. Mittlerweile findet man circa 150.000 Photo-Play-Terminals in 46 Ländern der Welt.

## Hardware
Bestandteil jedes Photo Play-Terminals ist ein eingebauter PC mit Wechselfestplatte. Hierbei wurden die ersten Terminals mit einem 486er Prozessor und 4 MB Arbeitsspeicher ausgerüstet, welcher unter DOS läuft. Heute laufen die Photo-Play-Terminals auf Windows-Betriebssystemen.

## Geschichte
- 1995: Erster Photo-Play-Terminal mit 18 Spielen, damals noch mit erotischen Elementen
- 1998: Einführung des neuen Konzepts der gewalt-, glücksspiel- und pornografiefreien „Positive Games“, 22 Spiele verfügbar, ein Dongle-System verhindert kostenlose Aktualisierungen der Spielesoftware
- 1999: neue Version enthält 28 Spiele
- 2000: neue Version enthält 35 Spiele.
- 2001: Vernetzung der Photo-Play-Automaten über das Internet, Hi-Scores werden länderintern angezeigt, 42 Spiele verfügbar. Erste I.G.O. Version
- 2002: Terminals mit aktuellerer Hardware werden aufgestellt, neue Version enthält 40 Spiele
- 2003: neue Version enthält 42 Spiele
- 2004: Online-Vernetzung der Photo-Play-Terminals über DSL und damit länderübergreifendes Spielen gegeneinander möglich: Mehrspieler, 45 Spiele verfügbar
- 2005: neue Version enthält 47 Spiele, neue Menüführung
- 2009: Yeti Sports Spiele verfügbar. Die letzte Version, die noch auf alten Spirit-Geräten mit 6WEV-Mainboards (433 MHz) läuft
- 2010: Photo Play Spiele online auf Skillgames Plattform funwin verfügbar
- 2012: Softwareversion  Photo Play Q1 erhältlich
- 2013: Softwareversion  Photo Play Q2 erhältlich

## Beliebte Spiele
Ein Photo Play Terminal besitzt viele Spiele, die sich in unterschiedliche Genres klassifizieren lassen. Die folgenden Spiele sind in Genres aufgeteilt:
- Kartenspiele: Fun Towers, Fun2one, Take Two, Solitaire, Pyramid, Schwimmen, Diamond Elevens, Hearts, Montezuma
- Quizspiele: Amore Mio, Quiz Maniac, Quiz Pro Master, Trivial Pursuit, Soccer World, Men’s World, Girls Only
- Logikspiele: Same Game, Vier gewinnt, Kniffler, Rumbling Marbles, Bubble Shooter, Glücksrad
- Geschicklichkeitsspiele: Find It Mordillo, Find It 2, Shanghai, Snake II, Concentration, Find Fast